# Trbovlje

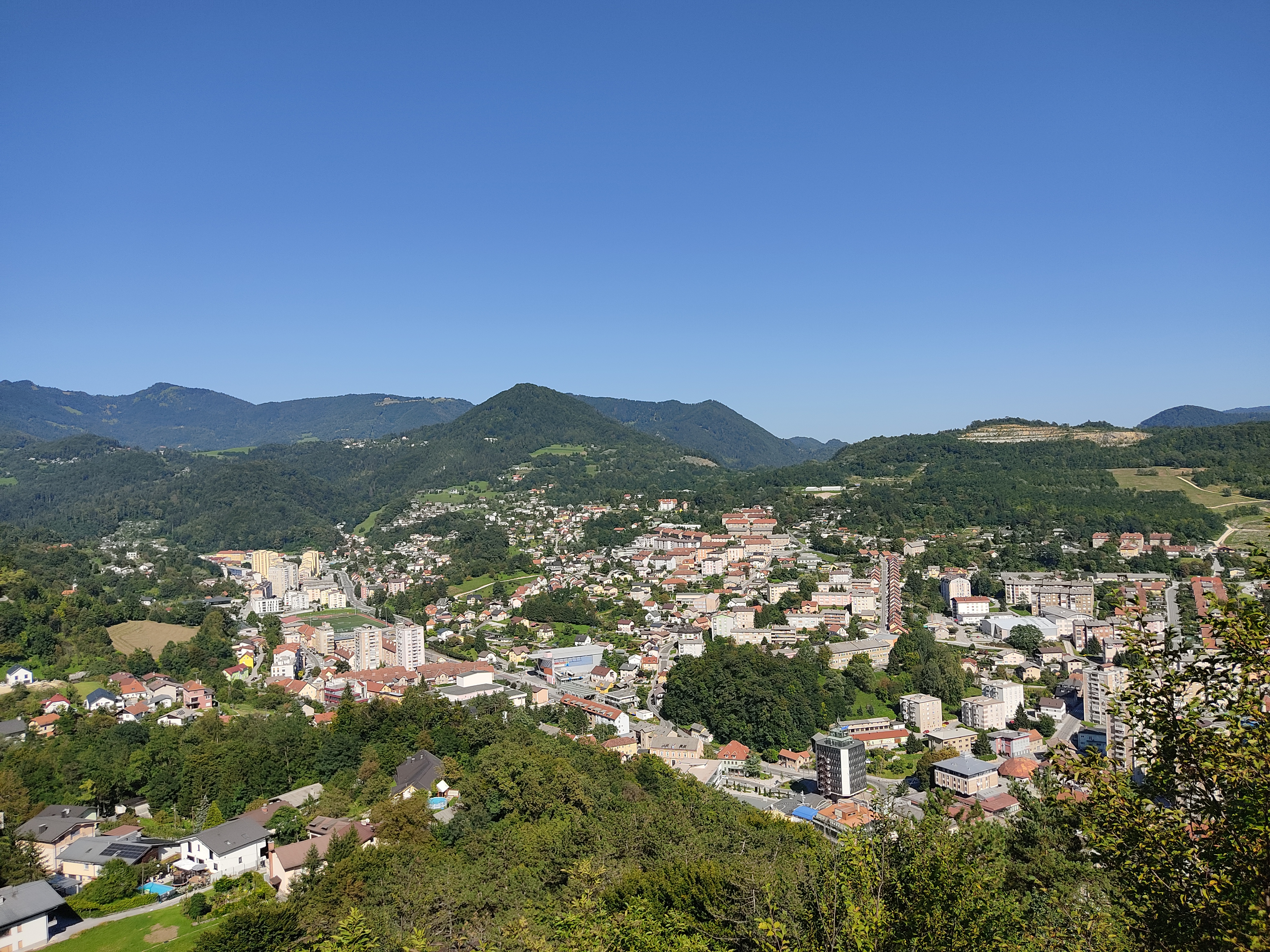
Trbovlje 2023

Die Stadt Trbovlje hörenⓘ (deutsch Trifail), Hauptort der aus 18 Ortschaften bestehenden Gemeinde Trbovlje, liegt in der Landschaft Zasavje (historische Landschaft Untersteiermark, statistische Region Zasavska) in der Mitte Sloweniens.
Die ursprünglich durch den Bergbau geprägte Stadt gewinnt zunehmend an Bedeutung für den Wandertourismus, insbesondere durch die Naturregionen Mrzlica und Kum.

## Geschichte
Trbovlje ist in schriftlichen Quellen 1220–30 als Trefeul (und 1265–67 als Trevůl und Trevol, 1302 als Triuella, 1325 als Trifeul, 1330 als Triueal und 1424 als Triuel) bezeugt. Der Name leitet sich wahrscheinlich ab von *Trěbovľe selo (wörtlich: „Trěbos Dorf“).
Trbovlje und sein Umland waren bis Anfang des 19. Jahrhunderts bäuerlich geprägt. Ab 1804 erlebte die Gegend einen Aufschwung durch den Beginn des Kohlebergbaus auf dem Buchenberg (slowenisch: Bukova gora, 547 Meter) südlich der Stadt. Die Stadt wurde 1849 an die Österreichische Südbahn angeschlossen, was zu ihrer weiteren Entwicklung beitrug und den Transport großer Kohlemengen ermöglichte. 1872 wurde mit der Trifailer Kohlenwerksgesellschaft (slowenisch Trboveljska Premogokopna Družba, kurz TPD) eine Aktiengesellschaft zum Betrieb der Kohlebergwerke gegründet. Durch den Kauf anderer Bergwerke in der Region, unter anderem in den Nachbarstädten Hrastnik und Zagorje ob Savi, wurde die TPD zu einem der größten Industrieunternehmen der Untersteiermark.
Die TPD modernisierte die Bergwerksanlagen und vergrößerte kontinuierlich die Kohleproduktion. Das ursprüngliche bäuerliche Bild von Trbovlje verblasste mit der Zeit und der Ort verwandelte sich in ein Bergbau- und Industriezentrum. Auch an der Oberfläche wurde Kohle abgebaut, solche Tages- oder Tagekohlebergwerke wurden in Dobrna, Neža, Lakonca, Bukova gora, Retje und anderswo gefunden. Der intensive Bergbau hat das Bild der Gemeinde somit in vielerlei Hinsicht verändert.
Um 1880 waren 7.074 Einwohner der Stadt Slowenen und 398 Deutsche.
Am 19. Januar 1917 wurde zwischen Trbovlje und Zagorje ein Postzug von einem Erdrutsch erfasst. Beim Eisenbahnunfall von Zagorje starben 40 Menschen.
Nach dem Ersten Weltkrieg gehörte Trbovlje zum 1918 gegründeten Königreich Jugoslawien. Die schlechten sozialen Bedingungen in der Weltwirtschaftskrise der 1920er-Jahre führten zu mehreren Streiks der Bergarbeiter, und die Stadt wurde zu einem Zentrum der linken Bewegung und der kommunistischen Agitation. Am 1. Juni 1924 kam es zu Zusammenstößen zwischen Arbeitern und Mitgliedern der Organisation der jugoslawischen Nationalisten, die auf beiden Seiten mehrere Todesopfer forderten.

### Zweiter Weltkrieg
Während des Zweiten Weltkriegs wurde Trbovlje zusammen mit der übrigen Untersteiermark dem Dritten Reich einverleibt. Das Kohlebergwerk und andere Industriezweige von Trbovlje waren für die deutschen Behörden besonders wichtig, und sie senkten zunächst die Arbeitslosigkeit in der Stadt und erhöhten die Löhne, was die Zufriedenheit mit dem neuen Regime steigerte. Die Verhaftung und Verbannung von Slowenen im August 1941 führte jedoch zu Unzufriedenheit. Diese und andere repressive Maßnahmen führten dazu, dass sich bis zum Sommer 1944 schätzungsweise 90 % der Bevölkerung gegen die Deutschen auflehnten.
Das  Massengrab auf dem verlassenen Friedhof (slowenisch: Grobišče na opuščenem pokopališču), das mit dem Zweiten Weltkrieg in Verbindung gebracht wird, befindet sich auf dem ehemaligen Friedhof im nördlichen Teil der Stadt.

## Wirtschaft und Infrastruktur
Die Gemeinde liegt an der Bahnstrecke Spielfeld-Straß–Trieste Centrale.
In der Nähe von Trbovlje befindet sich ein ehemaliges Steinkohlekraftwerk, das Ende 2014 geschlossen wurde. Der Schornstein des Kraftwerks ist mit 360 Metern der höchste in Europa, er musste so hoch gebaut werden, damit er aus dem Tal herausragt. An diesem Schornstein wurde über die gesamte Länge eine Kletterroute eingerichtet, diese ist die längste künstliche Route weltweit. Janja Garnbret gelang es 2020, diese Route komplett mit ihrem Seilpartner zu durchsteigen; sie brauchte dafür 7,5 Stunden.

## Söhne und Töchter der Stadt
- Ivan Cerović (* 1982), kroatischer Tennisspieler